# Худышкин, Александр Денисович
Александр Денисович Худышкин (род. 5 февраля 2002 года) — российский пловец в ластах.

## Карьера
Начал заниматься плаванием в Берёзовском. В 2017 году завоевал золото первенства мира на дистанции 200 метров. Это была его вторая медаль на первенстве. Ранее он уже завоевал бронзу на 400-метровке.
На юниорском первенстве Европы в 2018 году (Стамбул) в подводном плавании был третьим на дистанциях 100 и 400 метров. В составе российского квартета завоевал золото в эстафете 4х200 метров в ластах.
На чемпионате России 2019 года в Томске завоевал два личных золота: на дистанциях 400 метров подводного плавания и 400 метров плавания в ластах. На 400-метровке подводного плавания, кроме того, Александр установил официальный рекорд России среди юниоров. Третье золото было завоёвано в эстафете 4х200 метров.
На чемпионате России 2020 года в Санкт-Петербурге был вторым в подводном плавании на 400 метров. В плавании в ластах победил на дистанции 200 метров, был третьим на 100-метровке. Кроме того, в составе сборной Свердловской области завоевал два золота в эстафетах 4х100 и 4х200 метров.
На чемпионате мира 2020 года участвовал в предварительном заплыве в эстафете 4х100 метров и был среди тех, кто завоевал для нашего квартета место в финале. И хотя в финальном заплыве Александр не участвовал, он получил золотую медаль. Вторую золотую медаль он завоевал, уже участвуя в финале, в эстафете 4х200 метров.
Приказом министра спорта №7-нг от 31 января 2020 года удостоен спортивного звания "мастер спорта России международного класса".
Студент Уральского федерального университета.